# Jay Weinberg
Jay Weinberg (født 8. september 1990) er en amerikansk musiker, mest kendt for tidligere at have været trommeslager for heavy metal-bandet Slipknot. Han er søn af den amerikanske trommeslager Max Weinberg. Han har spillet med det amerikanske punkrockband Reveling og turneret i 2009 som trommeslager med Bruce Springsteens E Street Band i stedet for sin far.
 Der er for få eller ingen kildehenvisninger i denne artikel, hvilket er et problem. Du kan hjælpe ved at angive troværdige kilder til de påstande, som fremføres i artiklen.